# 皇輿爭霸
皇輿爭霸（Dominion），或譯疆界、領土，是一種適合二到四人玩的牌組構築遊戲，且是該類型遊戲的首個代表作品。由Donald X. Vaccarino在2008年推出，超過類似的Race for the Galaxy，並獲得2009年的德國年度遊戲獎（Spiel des Jahres）和德國遊戲獎（Deutscher Spiele Preis）。目前已推出多款擴充集。

## 遊戲玩法

### 遊戲設置
首先玩家要準備好供應區,包括:60張銅錢牌(Copper),40張銀幣牌(Silver),30張金幣牌(Gold),8(2人遊戲)或12張(3-4人遊戲)的莊園(Estate)、公國(Duchy)、和行省牌(Province),10(2人遊戲),20(3人遊戲)或30張(4人遊戲)的詛咒牌(Curse)和1張棄牌區牌(Trash)。另外選取10種不同的王國牌(Kingdom Cards),也將它們放置在供應區(Supply)。
然後每位玩家從供應區中拿取7張銅錢牌,並另外從盒中拿取3張莊園牌。將這10張牌洗勻,組成了牌庫(Deck),並抽取5張頂卡作為手牌(Hand),遊戲便開始。

### 簡介
每一輪玩家會使用行動牌從供應區中購買卡牌，逐漸創建自己的牌庫。供應區主要由分數牌(Victory Card)、錢幣牌(Treasure Card)、行動牌(Action Card)和詛咒牌(Curse)所組成。
- 錢幣牌 用來為玩家提供金錢,為你的牌庫添置新牌。

- 分數牌 用來爭取在遊戲中勝利，但在遊戲中它們並沒有作用，只會佔據空間。

- 行動牌 這種牌具有多種特殊效果。

- 詛咒牌 和分數牌類似，但玩家每有一張這種卡牌便會在遊戲結束計分時扣一分。玩家通常不會買這張卡牌。

另外每次遊戲中還有10種不同的王國牌。王國牌是由玩家透過隨機的方法組合而成，另外大部分王國牌都是行動牌。每局遊戲中所提供的卡牌蘊含了足夠的變數，可讓不同的玩家採取各種策略。

### 玩家的回合
每局遊戲中玩家回合都會有3個不同的階段,包括有：行動階段(Action Phase),購買階段(Buy Phase)和回合結束階段(Clean-up Phase)。
- 行動階段 玩家可以出1張行動牌,透過出牌可以為你提供不同的特殊效果。有些卡牌會提供額外的行動，即表示你可以在這回合內再出更多行動牌。

- 購買階段 玩家可以出任意數量和順序的錢幣卡,根據你擁有的金錢而購買1張卡牌(如果你在行動階段中打出+X購買的牌,你可以選擇利用剩下的錢購買X或更少張牌),將它放置在丟牌堆(Discard Pile)。

- 回合結束階段 玩家將已出過的牌和手牌放在丟牌堆，然後從牌庫頂抽取5張牌。如果抽牌期間發現無牌可抽，先將已抽的牌放在手上，然後將丟牌堆洗勻,形成新的牌庫,再由牌庫抽牌直至達到5張手牌,回合便結束。

### 目標
要令遊戲結束有兩個條件：當一堆行省卡（基本遊戲中最高價值的分數牌）已經耗盡時，或者當供應區中的其他三個牌堆已經耗盡時。 玩家然後計算他們的牌庫上的勝利點的數量（包括手牌和丟牌堆），得分最高的玩家獲勝；此外在遊戲擴展（Prosperity）中还引入了其他遊戲結束條件。

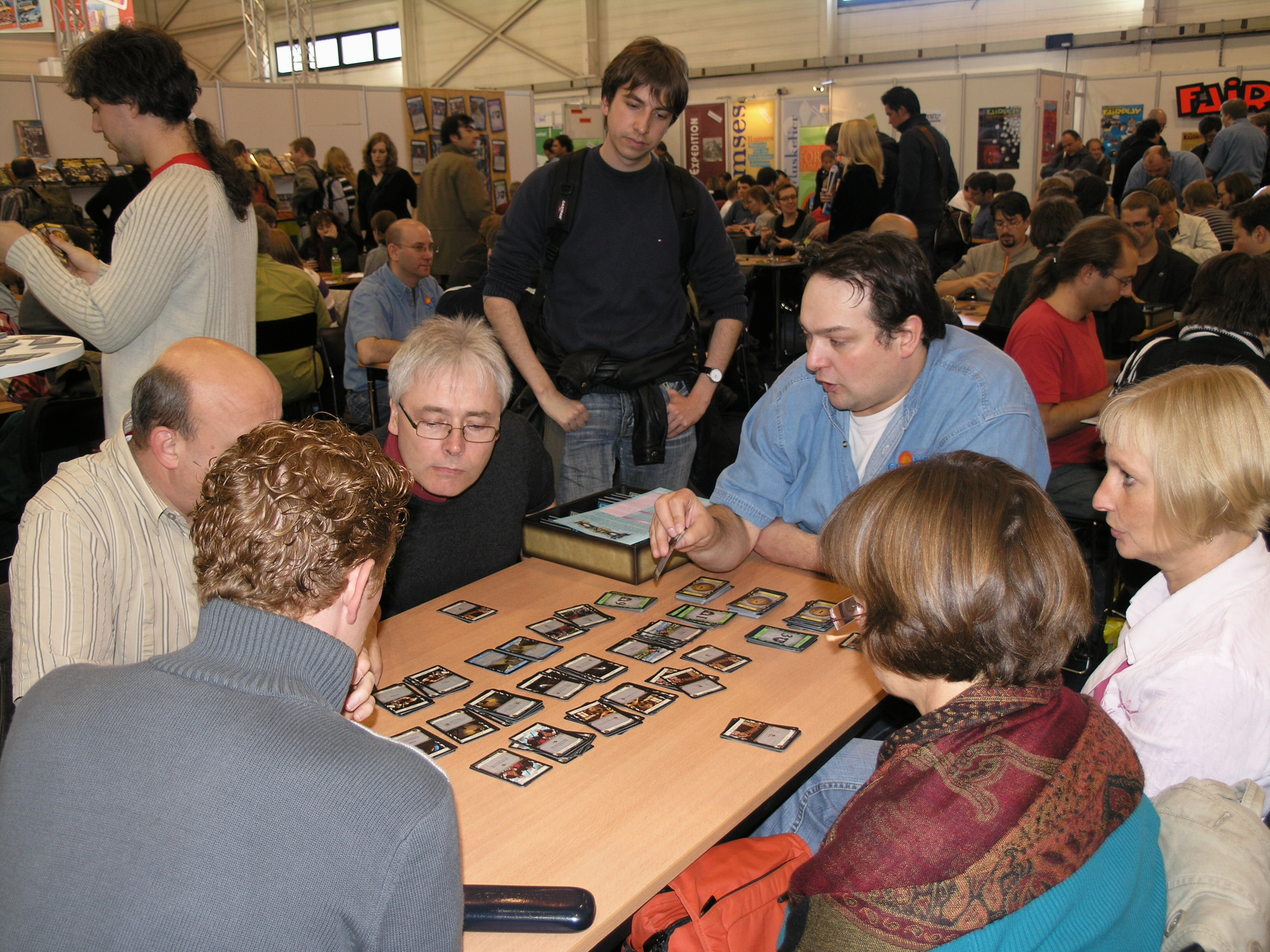
2008年埃森展

## 已发布的扩展
目前皇輿争霸已有10多副擴充,毎副擴充都有不同的王國牌用來配搭不同的組合。
| 颜色 | 名称                    | 发布日期                      | 类型                          | 卡牌数          | 说明                                                                          |
| ---- | ----------------------- | ----------------------------- | ----------------------------- | --------------- | ----------------------------------------------------------------------------- |
|      | 皇輿争霸（Dominion）    | 2008年10月/2016年10月(第二版) | 独立游戏包                    | 500             | 原始卡组。                                                                    |
|      | 暗潮汹涌（Intrigue）    | 2009年7月/2016年10月(第二版)  | 独立游戏包/一般扩展包(第二版) | 500/300(第二版) | 运行玩家选择卡牌的效果。                                                      |
|      | 海國圖誌（Seaside）     | 2009年10月                    | 一般扩展包                    | 300             | 卡牌有影响下个回合的效果。                                                    |
|      | 煉金術士（Alchemy）     | 2010年5月                     | 小扩展包                      | 150             | 添加了「药剂」（Potion）及使用「药剂」才能购买的卡牌。                        |
|      | 榮華富貴（Prosperity）  | 2010年10月                    | 一般扩展包                    | 300             | 新的卡牌使游戏中可创造更高的分数。                                            |
|      | 豐收季節（Cornucopia）  | 2011年6月                     | 小扩展包                      | 150             | 鼓励玩家组建多样的卡组。                                                      |
|      | 內陸迷情（Hinterlands） | 2011年10月                    | 一般扩展包                    | 300             | 購買牌或得到牌時會有額外的效果發動。                                          |
|      | 黑暗時代（Dark Ages）   | 2012年8月                     | 大扩展包                      | 500             | 新增了廢棄牌時會有效果產生的牌與可以升級本身或者其它牌的牌。                  |
|      | 公會派系（Guilds）      | 2013年6月                     | 小扩展包                      | 150             | 金錢能儲成代幣(coin token)之後使用。可付出更多錢來買額外的卡片。              |
|      | 冒險時刻（Adventures）  | 2015年4月                     | 大擴展包                      | 400             | 新增事件系統(event)                                                           |
|      | 帝國崛起（Empires）     | 2016年6月                     | 大擴展包                      | 300             | 新增地標(landmark)，借貸(debt)及雙效系統(split piles)                         |
|      | 午夜狂曲(Nocturne)      | 2017年11月                    | 大擴展包                      | 500             | 新增夜晚階段(Night Phase)，福利(boon)及傳家寶(heirlooms)                      |
|      | 文藝復興(Renaissance)   | 2018年11月                    | 大擴充包                      | 300             | 將token拓展成coffer(+1預算)跟villager(+1行動)，新增計畫(project)              |
|      | 動物園(Menagerie)       | 2020年3月                     | 大擴充包                      | 400             | 新增驅逐(exile)以及道路(way)                                                  |
|      | 勁敵同盟 Allies         | 2022年                        | 大擴充包                      | 400             | https://www.riograndegames.com/games/dominion-allies/ （页面存档备份，存于）  |
|      | 盜劫掠奪 Plunder        | 2022-2023年                   | 大擴充包                      | 500             | https://www.riograndegames.com/games/dominion-plunder/ （页面存档备份，存于） |

## 外部連結
- 遊戲策略(英文) （页面存档备份，存于）
- 在Board Game Geek上的介紹 （页面存档备份，存于）

1. ↑  .   [2017-05-02]. （原始内容存档于2017-05-09）.